# António de Almeida Santos
António de Almeida Santos, né le 15 février 1926 à Cabeça et mort le 18 janvier 2016 à Oeiras, est un homme politique portugais membre du Parti socialiste et du Conseil d'État.

## Charges et fonction exercées
- Ministre de la Coordination interterritoriale des Ier, IIe, IIIe et IVe gouvernements provisoires.
- Ministre de la Justice du Ier gouvernement constitutionnel (30 juillet 1976 - 9 décembre 1977)
- Ministre adjoint du Premier ministre du IIe gouvernement constitutionnel
- Ministre d'État du IXe gouvernement constitutionnel
- Président de l'Assemblée de la République (1995 - 1999 ; 1999 - 2002)
- Secrétaire général du Parti socialiste par intérim (1986)

## Charges et fonctions
Membre du Conseil d'État depuis 2005.

## Récompenses
En 2003, il reçoit le Prix Nord-Sud du Conseil de l'Europe.